# Наср, Рамси
Рамси Наср, также Рэмси и Рамсей Наср (нидерл. Ramsey Nasr, 28 января 1974, Роттердам) — нидерландский писатель и актер.

## Биография
Потомок эмигрантов из Палестины. С 1991 снимался на телевидении и в кино, наиболее известен исполнением заглавной роли в фильме Питера Гринуэя Гольциус и Пеликанья компания (2012). В 2000 дебютировал книгой «27 стихотворений и одна не-песня». Выступает как драматург, театральный актер и режиссёр (поставил оперу Моцарта Царь-пастух, 2002). В 2007 записал свой стихотворный цикл Зимняя соната вместе с альтовой сонатой Дм.Шостаковича (1975), исполненной Сусанной ван Эльc и Рейнбертом де Леу (см.:).

## Книги
- 27 стихотворений и ни единой песни/ 27 gedichten & Geen lied (2000, книга стихов)
- Капитан Брюзга и две культуры/ Kapitein Zeiksnor & De Twee Culturen (2001, повесть)
- Два либретто/ Twee libretto’s (2002)
- неурочный рассвет/ onhandig bloesemend (2004, книга стихов)
- богоматерь-цеппелин/ onze-lieve-vrouwe-zeppelin (2006, книга стихов)
- Van de vijand en de muzikant (2006, эссе и статьи)
- Homo safaricus (2008, заметки о путешествии по Танзании)
- In de gouden buik van Boeddha: een reis door voormalig Birma (2010, заметки о путешествии по Бирме)
- Моя новая родина/ Mijn nieuwe vaderland: gedichten van crisis en angst (2011, книга стихов)
- Mi have een droom (2013, книга стихов)

## Признание
Лауреат ряда литературных и театральных премий, включая Золотое гусиное перо (2013). Почётный доктор Антверпенского университета (2007). В 2009—2013 был поэтом-лауреатом Нидерландов.